# Relations entre la France et le Suriname
Les relations entre la France et le Suriname sont des relations internationales s'exerçant entre un État d'Europe de l'Ouest, la France, et un État d'Amérique du Sud, le Suriname. Les deux pays partagent une frontière commune longue de 510 kilomètres. La France dispose d'une ambassade à Paramaribo tandis que le Suriname dispose d'une ambassade à Paris.

## Relations économiques
La France est le quatrième partenaire économique européen du Suriname derrière les Pays-Bas, l’Allemagne et le Royaume-Uni.

## Coopération militaire
Les deux États entretiennent une coopération militaire étroite en matière de sécurité transfrontalière. Des exercices communs sont ainsi menés entre les forces armées françaises en Guyane et l'armée surinamaise. La frontière, qui avait été fermée entre 1986 et 1991 en raison de la guerre civile au Suriname, a depuis été rouverte.